# Glyndebourne
Glyndebourne (pronunciat /ˈɡlaɪndbɔːn/) és un complex d'edificis que hi ha en la finca rural homònima, situada a Lewes (Anglaterra), entre els quals els principals són: una mansió i un teatre d'òpera (anomenat Glyndebourne Festival). Aquest teatre inicia la seva temporada cada tardor, seguint una tradició amb poques interrupcions, des de la primera funció l'any 1934.

## Història
Aquesta finca s'anomenava abans "Glynde Bourne" i, des del segle xv hi va haver una residencia senyorial, però es desconeix la data exacta de la construcció. Alguns elements d'aquesta casa en el panelat i en l'estructura són anteriors a l'època elisabetiana, però la resta és posterior. L'any 1618, va entrar en possessió de la família Hay i el 1824 era propietat de James Hay Langham. Aquest home va heretar del seu pare la baronia i unes terres a Northamptonshire el 1833, però segons els termes del testament, la condició per rebre l'herència de Northamptonshire era que havia de renunciar a Glyndebourne (East Sussex). James va presentar un certificat mèdic que assegurava la incapacitat mental del seu pare en el moment que va redactar el testament, i així no haver de renunciar a Glyndebourne. Després de litigar, aquesta finca va passar a mans d'un parent, el senyor Langham Christie, el qual va haver de pagar 50.000 lliures per evitar que un altre parent en reclamés la possessió.

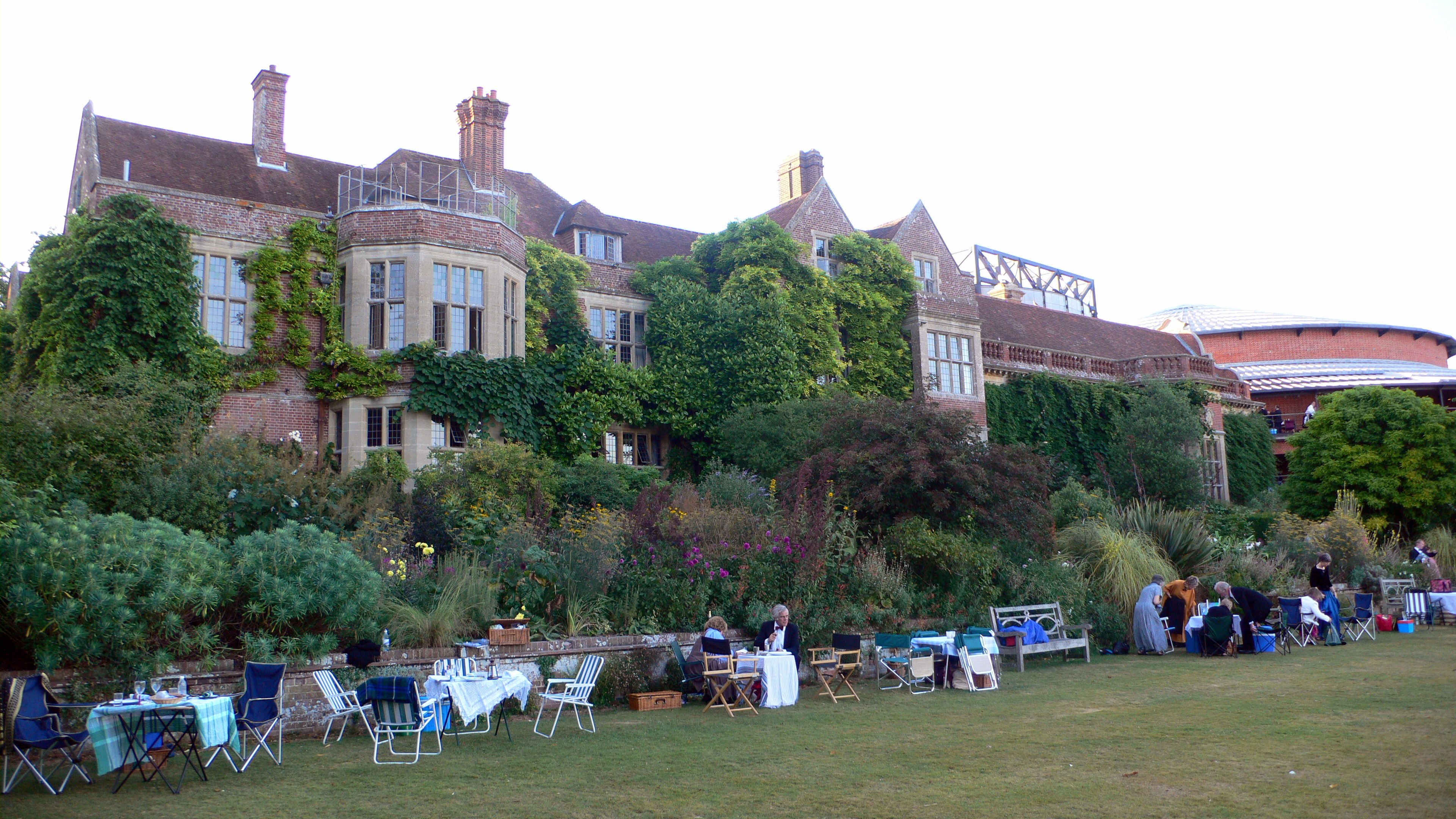
La mansió de Glyndebourne

El fill d'aquell Langham Christie, William Langham Christie, va fer importants alteracions a la casa en la dècada del 1870. Per començar, va fer amagar la façana del segle xvii amb un mur de maons ornat amb pedra i balustre. Després, l'any 1876, va contractar l'arquitecte Ewan Christian per instal·lar finestrals en tribuna i afegir treball decoratiu amb maons per donar-li un estil jacobita.
John Christie va obtenir l'ús de la casa el 1913, després de la mort del seu avi, William Langham Christie, i va tenir la possessió legal de tota la finca el 1920. Entre altres modificacions, va afegir a la mansió una sala per instal·lar un orgue, de 24 m de llargada, que gairebé va doblar la façana sud de l'edifici. Aquesta sala contenia un dels orgues més grans que es podien trobar fora d'una catedral, construït per l'empresa Hill, Norman & Beard Ltd (comprada per Christie el 1923). Després de la Segona Guerra Mundial, a John Christie li van regalar les peces de l'orgue de la capella de la guàrdia reial, situada a Wellington Barracks (a unes 300 iardes del palau de Buckingham), que havia estat destruïda en un bombardeig. A Glyndebourne es conserven aquestes peces: una caixa de ressonància, tubs i parts estructurals.
L'estimació que John Christie sentia per la música el va impulsar a organitzar vetllades d'òpera en aquesta sala. En una d'aquestes sessions, l'any 1931, va conèixer la que seria la seva esposa, la soprano Audrey Mildmay, que en aquell moment treballava per la companyia Carl Rosa Opera i que havia estat contractada per donar un toc de professionalitat a la vetllada. Es van casar el 4 de juny del 1931 i, durant el seu viatge de noces van visitar els festivals d'òpera de Salzburg i Bayreuth, d'on va sorgir la idea de crear-ne un de semblant a Glyndebourne. Tot i que la idea original era fer òpera a l'aire lliure, com la que es fa als estius en les ciutats esmentades, a poc a poc van veure la conveniència de fer un teatre per gaudir de l'òpera tot l'any.

## El primer teatre

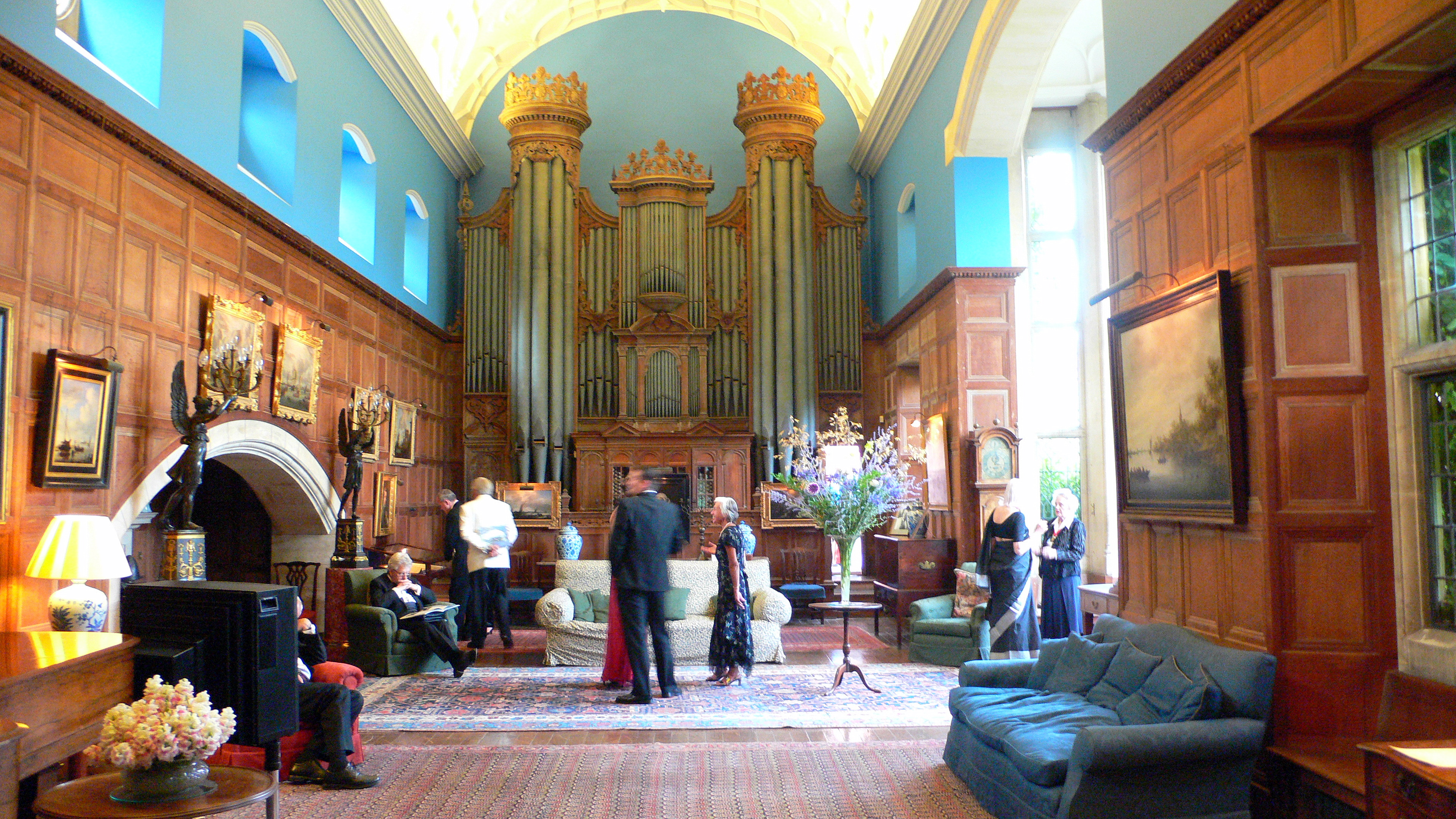
Sala de l'orgue.

Com a annex a la sala de l'orgue, els Christie van fer construir un auditori completament equipat amb capacitat per a 300 espectadors i un espai per als músics amb prou amplada per acollir una orquestra simfònica sencera. Van contractar com a director de l'orquestra Fritz Busch, com a director artístic Carl Ebert, que llavors estava treballant a l'òpera de Berlín, i com a director de producció Rudolf Bing, que en va estar al càrrec fins al 1949. Tots tres van acceptar com a oportunitat per fugir del règim nazi.
La primera temporada va obrir el 28 de maig del 1934 amb una durada de sis setmanes i un programa que oferia Le nozze di Figaro i Così fan tutte. Boyd Neel va dirigir el primer concert el 1934, en actuacions en privat a petició de John Christie.
El teatre es va reformar i ampliar diverses vegades. A començaments del 1936 la capacitat d'espectadors va augmentar fins a 433; el 1952 n'hi cabien 600 i, finalment amb les obres del 1977, 850. I a més es va edificar una sala per fer assaigs.
Les sessions es van interrompre per la segona guerra mundial, durant la qual el lloc va servir com a espai d'acollida per a nens de Londres. Després del 1945 es va reprendre la tasca com a teatre d'òpera. Fins al 1951 tota la carrega del finançament la va assumir John Christie però el 1952 va crear la Societat del Festival de Glyndebourne. A la mort de Christie el 1962, el teatre el va heretar el seu fill George, el qual en va afegir algunes millores.

## El teatre actual

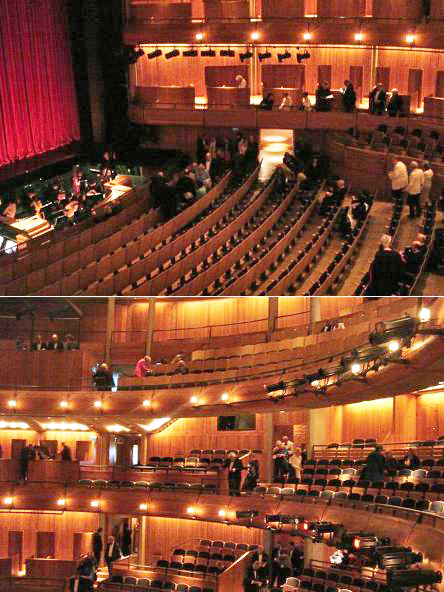
Interior de l'actual teatre.

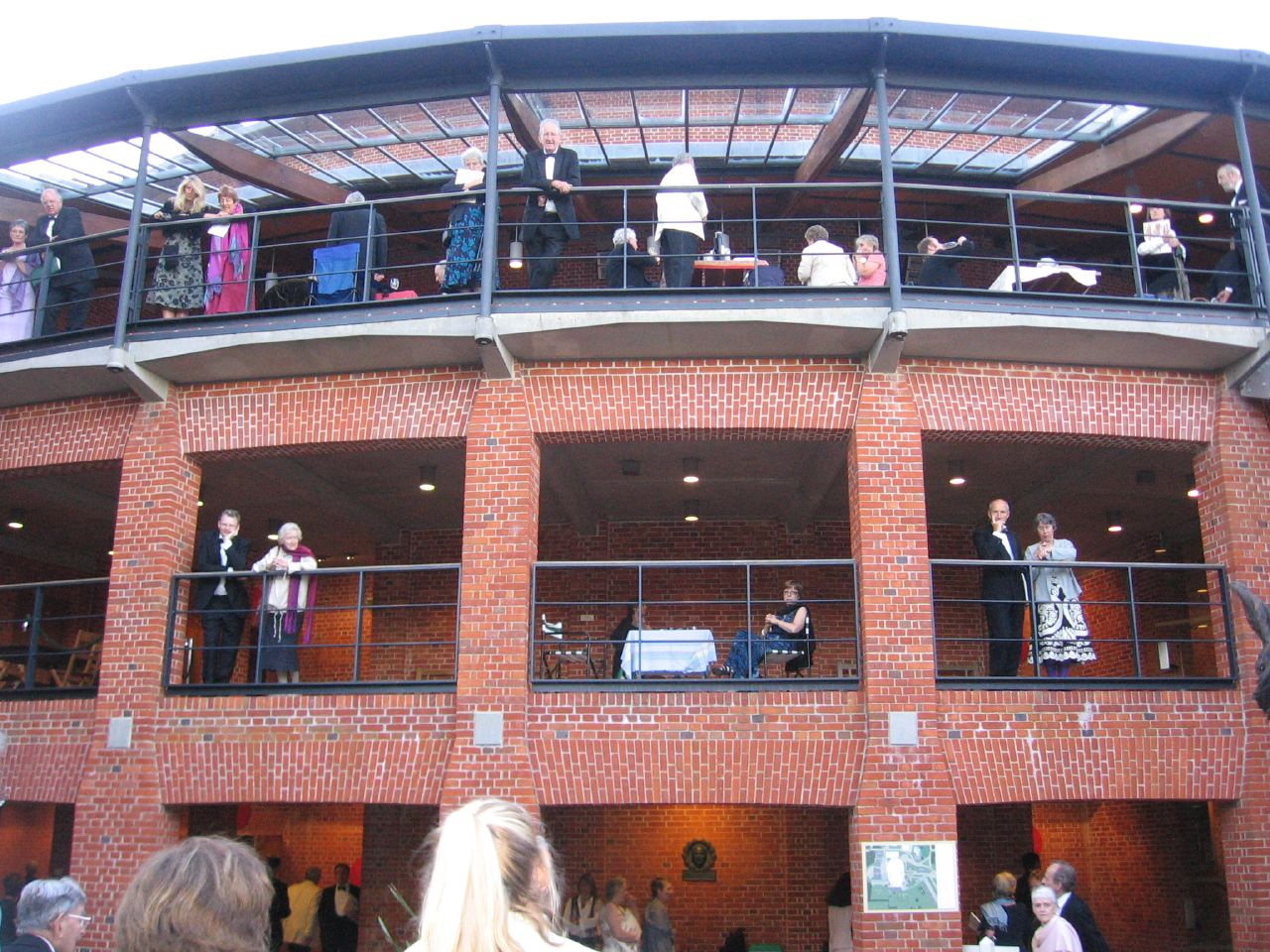
Galeries que donen a l'exterior.

A finals de la dècada del 1980 es va construir un seguit d'edificis per tota la finca relacionats amb el teatre: restaurants, vestidors, magatzems, aparcament i altres serveis. George Christie tenia clar que calia construir un teatre nou i no només fer una ampliació. Diversos arquitectes van presentar els seus dissenys i els guanyadors del concurs van ser Michael i Patty Hopkins. Christie va anunciar el 1990 que el nou teatre tindria una capacitat per allotjar 1.200 espectadors amb ascensor i altres comoditats modernes. Les obres van començar el 1992.
L'antic teatre va fer la darrera funció en la temporada del 1992. Les obres del nou teatre van costar 34 milions de lliures, el 90% d'aquesta quantitat es va obtenir mitjançant donacions de particulars que aconseguien a canvi el control sobre el 28% de la recaptació en taquilla. La funció inaugural es va fer el 28 de maig del 1994, coincidint amb els seixanta anys des de l'estrena, quan es va representar Le nozze di Figaro.
El disseny del teatre que hi ha ara és un edifici oval de quatre pisos fet amb maons, amb un auditori amb forma de ferradura amb una zona central de seients situats de cara a l'escenari, dues zones de balcons, i una galeria d'accés rematada amb una teulada circular. L'escenari està elevat seixanta peus, té forma de semicercle més un fons prou gran per moure els decorats quan la funció ho requereixi. L'acústica ha rebut l'elogi de Derek Sugden i Rob Harris, membres de l'Arup Acoustics.
Anteriorment a la construcció dels restaurants i el bar, els espectadors es van acostumar a portar cistelles de pic-nic que guardaven als seus cotxes i treien durant l'entreacte. Per no trencar amb la tradició, entre els nous edificis es va afegir un per al servei de lloguer de taules i cadires pels que volen sopar als jardins i un edifici pensat com a vestidor per si es volen canviar després i entrar vestits de gala al teatre.

## La secció educativa
El 1986 es va crear la secció educativa del Glyndebourne Festival, que treballa en conjunció amb projectes educatius de la comunitat local. Els estudiants de les escoles dels comtats de Sussex i Kent visiten el lloc on reben informació i assisteixen a assaigs. També hi ha activitats per donar a conèixer joves cantants d'òpera, per exemple la producció de Knight Crew per joves de 14 a 19 anys, o el projecte Hip H'Opera del 2006, que va coincidir amb el 250è aniversari del naixement de Mozart. aquest departament ha treballat amb l'ajuntament de Lewes des del 1988 per realitzar espectacles amb titelles adaptant òperes com ara el Falstaff de Giuseppe Verdi.

## L'aerogenerador

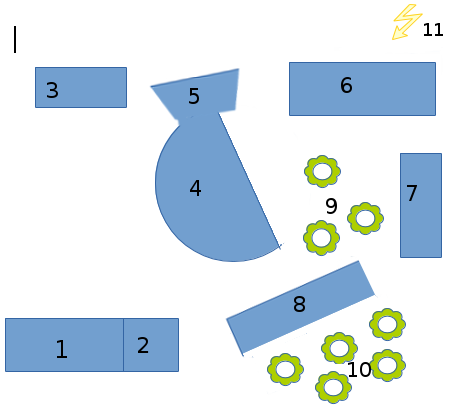
Croquis de Glyndebourne: mansió (1), sala de l'orgue (2), teatre (4), sala d'assaigs (5), restaurants (3,6), oficines bar i botiga (8), vestuaris (7), jardins (9, 10), aerogenerador (11).

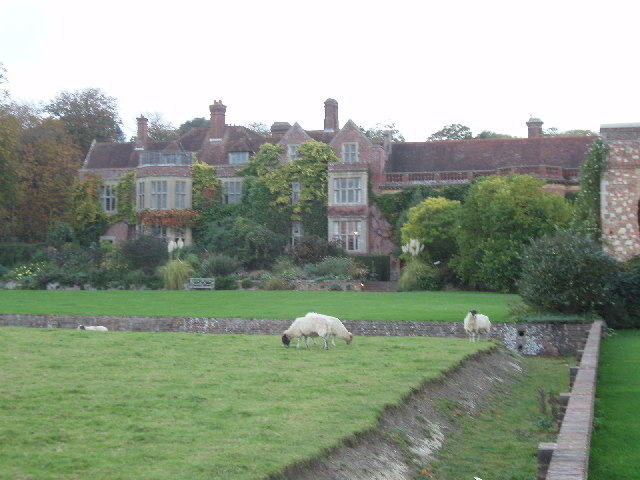
La finca està envoltada de terres de pastura.

A Glyndebourne hi van haver molins antigament, hi havia un construït el 1706, que va estar en funcionament fins al 1921, però es va ensorrar el 1925 i els taulons i la resta de material es van desmantellar el 1964.
Glyndebourne va sol·licitar permís al Consell del Districte de Lewes el gener del 2007 per instal·lar un aerogenerador. El juliol es va concedir el permís, però la decisió final va dependre del secretari d'estat per les grans implicacions d'una proposta d'energia renovable situada a l'àrea dels South Downs declarada d'interès paisatgístic i per la gran oposició dels grups de protecció d'àrees naturals i dels residents més propers. El 10 juliol del 2008, després de considerar les al·legacions a favor i en contra, va donar el permís.
Entre el 2008 i el 2009 es va instal·lar un màstil provisional de 50 m amb una estació meteorològica que va recollir dades sobre les condicions habituals i les anomalies. Es van enregistrar vents més baixos dels que s'havia previst, potser perquè aquell any els vents van ser fluixos a tot el país. El gener del 2012 es va instal·lar la turbina, que va començar a generar el 89% de l'energia requerida per la companyia elèctrica durant els primers 12 mesos.